# Fosso Grande
Il fosso Grande è un ramo originario e affluente del fiume Piomba in Provincia di Teramo.
Nasce tra il Monte Giove 749 m s.l.m., ed il monte o colle Marmo 704 m s.l.m., nei comuni di Bisenti e Cermignano, la sorgente più alta è situatata a 737 m s.l.m., ha una lunghezza di 7 km ed attraversa i comuni di Bisenti, Cermignano, e Cellino Attanasio, dove nella località Valviano si va ad unire con il Piomba.